# جویی مک‌فارلند
جویی مک‌فارلند (انگلیسی: Joey McFarland؛ زاده ۱۹۷۲) یک تهیه‌کننده اهل آمریکا است.